# John Milton
 Der er for få eller ingen kildehenvisninger i denne artikel, hvilket er et problem. Du kan hjælpe ved at angive troværdige kilder til de påstande, som fremføres i artiklen.

John Milton (født 9. december 1608, død 8. november 1674) var en engelsk digter. Han er mest kendt for det episke digt Paradise Lost (Det Tabte Paradis) om syndefaldet. Han er en af de største engelske digtere i det 17. århundrede.

## Billeder
- Et portræt af John Milton
- Milton dikterer til sine døtre, malet af Eugène Delacroix, ca. 1826
- Titelbladet til førsteudgaven af Paradise Lost, 1668